# Grove Karl Gilbert
Grove Karl Gilbert, G. K. Gilbert, född 6 maj 1843 i Rochester, New York, död 1 maj 1918 i Jackson, Michigan, var en amerikansk geolog.
Gilbert fick 1869 anställning vid Ohios geologiska undersökning och 1879 i US Geological Survey. Han arbetade i huvudsak i västra USA, i Nevada, Utah, New Mexico och Colorado samt Alaska, men även i trakten av Stora sjöarna, övervägande sysslade han med jordytans former och förändringar och med den dynamiska geologin, såväl med den fluviala och den marina erosionen som med vulkanismen och dess verkningar. 
Hans namn förknippas med åtskilliga av de stora frågorna inom geologin och geomorfologin samt de klassiska områdena för deras studium i Nordamerika. Så var det till exempel Gilbert, som 1877 beskrev lakkoliter från Henry Mountains i Utah och som 1882 och 1890 vetenskapligt behandlade den kvartära Bonnevillesjön och dess strandlinjer. Han beskrev även (1895) Niagarafallens historia och tillbakaskridande samt lämnade meddelanden om Grand Canyons bildning och om Alaskas glaciärer. Han tilldelades Wollastonmedaljen 1900.